# Thomas de Bres (acteur)
Thomas de Bres (Tilburg, 24 april 1973) is een Nederlands acteur. Na zijn middelbare school (VWO) studeerde De Bres in 1995 af aan de Toneelschool van Maastricht. Hij speelde vervolgens bij verschillende theatergezelschappen zoals: Toneelgroep Amsterdam, Theater van het Oosten, het Nationale Toneel o.l.v. van Johan Doesburg en het Utrechtse gezelschap de Paardenkathedraal o.l.v. Dirk Tanghe dat in 2009 ophield te bestaan. Ook speelde hij rollen bij de Amsterdams theatergezelschappen Opium voor het Volk en Hummelink Stuurman Hij werkte intensief samen met Adelheid Roosen en ZINA aan de Wijksafari’s Utrecht en Bijlmer. Daaruit volgend doceerde en regisseerde hij veelvuldig basisschoolkinderen in Amsterdam Zuid Oost. Hij vertolkte de rol van verteller in Peer Gynt samen met het Nederlands Philharmonisch orkest in het Concertgebouw en regisseerde het jubileum concert van Het Leerorkest in Amsterdam ZuidOost. Ook speelde hij de rol van Beethoven in Beethoven Lost in Silence van Esther Apituley. 
Afgelopen jaren werkte de Bres samen met heel verschillende gemeenschappen, waaronder het primair onderwijs, geloof, zorg, LGBTQIA+ community en defensie. In 2020 richtte hij Theater van de Heelheid op. Zijn eerste project CHMSX Stories was succesvol.
Verder speelt de Bres ook in televisieseries en in films. Hij speelde Henk in Bitches en Sjors in Evelien. In 2009 was hij drie maanden lang te zien als projectontwikkelaar Guus van Manen in Goede tijden, slechte tijden.
Verder presenteert de Bres uitreikingen en benefietgala's, zoals het Amsterdam Diner, koningsdag 2014 op het Homomonument de Black Tea Party 2010 van Erwin Olaf.

## Toneel
| Jaar | Productie                   | Rol                          | Regisseur          | Theater/Gezelschap      |
| ---- | --------------------------- | ---------------------------- | ------------------ | ----------------------- |
| 2023 | Bach // Luther: Cellosuites | Johann Sebastian Bach        | Thomas de Bres     | Theater van de Heelheid |
| 2022 | Beethoven Lost in Silence   | Beethoven                    | Esther Apituley    | Tour                    |
| 2017 | Neelie!                     | Frans Swarttouw, Pim Fortuyn | Julia Bless        | Theatergroep Suburbia   |
| 2015 | Othello                     | Othello                      | Peter Pluymaekers  | ZEP/Brainpower          |
| 2013 | Kersentuin                  | Jepichodow                   | Gerardjan Rijnders | Hummelinck Stuurman     |
| 2012 | Oom Wanja                   | Telegin                      | Gerardjan Rijnders | Hummelinck Stuurman     |
| 2011 | Hond                        | Roel (vervanging)            | Vincent Rietveld   | Opium voor het Volk     |
| 2008 | De Storm                    | Caliban                      | Piet Arfeuille     | Het Paleis Antwerpen    |
| 2007 | Midsummernight's Dream      | Puck                         | Dirk Tanghe        | Paardenkathedraal       |
| 2006 | Oresteia                    | Orestes                      | Johan Doesburg     | Nationaal Toneel        |
| 2005 | De Theatermaker             | Bruscon                      | Dirk Tanghe        | Paardenkathedraal       |
| 2003 | De Revisor                  | Chlestakow                   | Dirk Tanghe        | Paardenkathedraal       |
| 2000 | Zap Shakespeare             |                              | Thomas de Bres     | Parade                  |
| 1995 | Torch Song Trilogy          | David                        | Eddy Habbema       | Joop van den Ende       |
| 1994 | Richard de Derde            | Richmond                     | Gerardjan Rijnders | Toneelgroep Amsterdam   |

## Filmografie

### Film
- 1994: Stills, als Theo
- 1996: Zoë, als makelaar
- 1998: Fl. 19,99, als Harm van Vliet
- 2004: Séance, als Mathijs de Slager
- 2006: Het woeden der gehele wereld
- 2011: Meester, als Hero
- 2011: De bende van Oss, als wachtmeester De Vries
- 2021: Mitra, als collega
- 2022: Burka, als kantoormedewerker

### Televisie
- 1996: Baantjer, als Tim Heukels
- 1996: 12 steden, 13 ongelukken, als Sam
- 1998: Oud Geld, als jonge Splinter
- 2000: De aanklacht, als Rik
- 2002: Spangen, als Ernst
- 2003: Wet & Waan, als Stefan
- 2005: Grijpstra & De Gier, als Roeland Albrecht
- 2005: Bitches, als Henk
- 2006: Evelien, als Sjors
- 2007: Gooische Vrouwen, als tennisleraar
- 2009: Goede tijden, slechte tijden, als Guus van Manen
- 2012: Flikken Maastricht, als Chris Wijdveld
- 2012: Danni Lowinski, als advocaat
- 2016: Flikken Rotterdam, als AT commandant
- 2020: I.M., als barman
- 2023-2025: Eén grote familie, als Jack